# خانه سید حسام موسوی
خانه سید حسام موسوی مربوط به دوره قاجار است و در بوشهر، خیابان انقلاب، محله شنبدی، جنب مسجد ملک، پلاک ۱۱ واقع شده و این اثر در تاریخ ۲ آبان ۱۳۸۲ با شمارهٔ ثبت ۱۰۴۸۸ به‌عنوان یکی از آثار ملی ایران به ثبت رسیده است.